# Колорадо, Андрес
Андрес Фелипе Колорадо Санчес (исп. Andrés Felipe Colorado Sánchez; род. 1 декабря 1998, Эль-Серрито, Валье-дель-Каука) — колумбийский футболист, опорный полузащитник клуба «Некакса» и сборной Колумбии.

## Клубная карьера
Колорадо — воспитанник клуба «Кортулуа». 17 апреля 2018 года в матче против «Депортиво Перейра» он дебютировал в Кубка Мустанга в составе последнего. 4 сентября в поединке против «Боготы» Андрес забил свой первый гол за «Кортулуа». В начале 2019 года Колорадо на правах аренды перешёл в «Депортиво Кали». 27 января в матче против «Атлетико Букараманга» он дебютировал за новый клуб. 4 октября в поединке против «Депортес Толима» Андрес забил свой первый гол за «Депортиво Кали». В 2021 году он помог клубу выиграть чемпионат.
В начале 2022 году Колорадо на правах аренды перешёл в бразильский «Сан-Паулу». 28 февраля в поединке Лиги Паулиста против «Агуа Санта» Андрес дебютировал за основной состав. 11 апреля в матче против «Атлетико Паранаэнсе» он дебютировал в бразильской Серии A.

## Международная карьера
16 января 2022 года в товарищеском матче против сборной Гондураса Колорадо дебютировал за сборную Колумбии. В этом же поединке Андрес забил свой первый гол за национальную команду.

### Голы за сборную Колумбии
| #   | Дата           | Место                                | Противник | Счёт | Результат | Соревнование      |
| --- | -------------- | ------------------------------------ | --------- | ---- | --------- | ----------------- |
| 01. | 16 января 2022 | DRV PNK Stadium, Форт-Лодердейл, США | Гондурас  | 2:1  | 2:1       | Товарищеский матч |

## Достижения
«Депортиво Кали»
- Победитель Кубка Мустанга — Финалисасьон 2021